# Eero Heinonen
Eero Aleksi Heinonen (Helsinki, 27 novembre 1979) è un bassista e cantante finlandese, noto per essere membro del gruppo musicale The Rasmus.

## Carriera
Nato a Helsinki, Finlandia, il 27 novembre 1979. Dal 1994, conosce gli attuali membri del gruppo e forma i Rasmus (nel 2000 cambiano nome in The Rasmus a causa dell'esistenza di un dj svedese dal nome Rasmus). Dopo aver partecipato nel gruppo Korpi Ensemble per un paio di anni, dal 2004 ha un side project, chiamato Hay and Stone, in cui è bassista e lead vocalist

## Vita privata
Nel 2011 Eero ha rivelato di essersi trasferito in Italia con la sua famiglia, per poi tornare a Helsinki nel 2012. È attualmente sposato e ha due figlie nate nel 2003 e nel 2005.

## Discografia

### Con i The Rasmus
- Peep (1996)
- Playboys (1997)
- Hellofatester (1998)
- Into (2001)
- Dead Letters (2003)
- Hide from the Sun (2005)
- Black Roses (2008)
- The Rasmus (2012)